# BOB

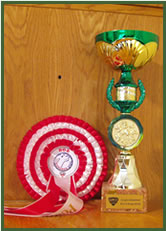
Kokarda za získání titulu BOB z Evropské výstavy v Tullnu (2005)

BOB (zkratka anglického Best of Breed, česky: vítěz plemene) je titul udělovaný nejlepšímu jedinci daného plemene na výstavách psů. Pakliže se jedná o Speciální či Klubovou výstavu jediného plemene, může být BOB zároveň považován za vítěze celé této výstavy.
Do soutěže o titul BOB nastupují: 
- Nejlepší mladý jedinec plemene (BOJ – Best Of Juniors), nejlepší dospělí jedinci (Národní Vítěz, CACIB – fena a pes, Klubový vítěz či Vítěz speciální výstavy) a nejlepší veterán plemene (BOV – Best Of Veterans).
- Pokud se jedná o klubovou výstavu bez zadávání titulu Klubový vítěz, postupují do soutěže o BOB nejlepší mladý jedinec plemene (BOJ), nejlepší veterán plemene (BOV) a všichni CAC. Stejné pravidlo platí na mezinárodních výstavách v případě plemen FCI neuznaných a plemen uznaných prozatímně.
- Titul BOB může být zadán jen na výstavách se zadáváním CAC. Nezadává se na oblastních a krajských výstavách.

*** Všichni vítězové plemene (BOB) později nastupují do závěrečné soutěže "Vítěz skupiny FCI – Best Of Group". Neuznaná národní plemena tvoří zvláštní skupinu, jejíž vítěz se na mezinárodní výstavě na rozdíl od výstavy národní nemůže zúčastnit soutěže o titul BOD (Best Of Day) a BIS (Best In Show).